# 暗殺國度
《暗殺國度》是一部2018年美國諷刺黑色喜劇驚悚片，由山姆·李文森執導，由奧黛莎·楊、Abra、哈莉·尼夫、蘇琪·沃特豪斯、比爾·史柯斯嘉、貝拉·索恩主演。
該片於2018年1月21日在聖丹斯電影節首映。並定於2018年9月21日在美國上映。本片為2018年的日舞影展中唯一一筆高達八位數金額的交易電影。

## 劇情
準高中畢業生少女莉莉和三個好姊妹，日常生活就是傳短訊、發文、自拍、網聊，就和世上其他人一樣往事如常。
直到有天，神秘駭客將小鎮居民的簡訊、電子郵件、照片還有短片等各種隱私外洩，尤其權貴高官的醜聞接連曝光，全鎮人心惶惶，從此天翻地覆⋯⋯小鎮不為人知的私人訊息和秘密意外曝光令居民變得黑暗起來。而駭客更指控莉莉是幕後使者，令居民對她們暴怒起來，更而想設局殺掉她們，以防止秘密流出⋯⋯
突然成了暴民目標的莉莉等人，為了保命，更為了她們的大好未來，莉莉與姊妹們唯有以暴易暴，決定靠自己的力量反擊求生，殺岀血路。

## 發行
2018年1月21日，霓虹娛樂取得電影在美國的發行權。該片定於2018年9月21日於美國上映。

### 評價
爛番茄收集的120篇專業影評文章中，「新鮮度」為73%，平均得分6.59分（滿分10分）。該片在Metacritic上持有56分（基於28位評論家），顯示「評價一般」。

## 外部連結
- 互联网电影数据库（IMDb）上《暗殺國度》的资料（英文）
- 豆瓣电影上《暗殺國度》的資料 （简体中文）